# Eisenbahnunfall von Santa Clara-a-Velha
Bei dem Eisenbahnunfall von Santa Clara-a-Velha entgleiste am 13. September 1954 ein Zug bei Santa Clara-a-Velha in Portugal. Mehr als 29 Menschen starben.

## Ausgangslage
Der Rápido Nr. 8012 der Companhia dos Caminhos de Ferro Portugueses (CP) war auf der Linha do Sul von Vila Real de Santo António nach Barreiro unterwegs. In Vila Real de Santo António war der Zug um 13:13 Uhr abgefahren. Er wurde von der Dampflokomotive 559 gezogen, einer 2C1 von Henschel & Sohn, der ein Schlepptender, drei Personenwagen der 3. Klasse, ein Speisewagen und zwei Wagen der 1. Klasse folgten. Alle Wagen stammten von Budd und hatten Stahlaufbauten. Viele der Reisenden waren junge Leute auf der Rückfahrt aus dem Urlaub.

## Unfallhergang
Zwischen den Bahnhöfen Santa Clara-a-Velha und Pereiras-Gare trat bei Bahnkilometer 261,428 km ein Schienenbruch auf. Die Stelle lag in einem Geländeeinschnitt in einer Kurve. Darüber hinaus wurde nach dem Unfall festgestellt, dass die Spurkränze der Lokomotive stark verschlissen waren. Als der Zug gegen 16:15 Uhr die Stelle im Gleis mit knapp 90 km/h befuhr, entgleiste die Lokomotive, wurde aus der Kurve getragen, kippte in den Bahngraben an der Böschung und brachte auch die drei folgenden Wagen 3. Klasse zum Entgleisen. Durch die Masse des nachdrückenden Zuges wurden die beiden vorderen Personenwagen, die direkt hinter der Lokomotive liefen, zwischen dieser und dem Zug zerdrückt und ineinander geschoben. Die folgenden Wagen blieben im Gleis stehen.

## Folgen
Mehr als 29 Menschen starben bei dem Unfall, über 50 wurden darüber hinaus verletzt.
Da die Unfallstelle einsam lag, mussten Reisende zu Fuß zu den beiden benachbarten Bahnhöfen laufen, um Alarm auszulösen. Es dauerte drei Stunden, bevor ein Hilfszug eintraf. Die Verletzten wurden mit der Bahn nach Beja und auf der Straße nach Portimão gefahren, wo sie erst gegen Mitternacht ankamen. Die Toten wurden vorläufig in der Kirche von Santa Clara-Savoie aufgebahrt. Die übrigen Reisenden setzten ihre Reise in einem Ersatzzug fort und erreichten Lissabon gegen 05.00 Uhr am nächsten Tag.